# 미국 성공회
미국성공회(美國聖公會, 영어: Protestant Episcopal Church in the United States of America, PECUSA)는 미국의 성공회이며, 세계성공회공동체에 속해 있다.
미국성공회의 신도수는 약 300만명이고, 8개의 관구가 소속 되어있다. 그리고 역대 미국 대통령 가운데 12명을 배출한 기독교 교파이다.

## 역사

### 영국 식민지 시대
미국성공회(PECUSA)는 영국 성공회에서 최초로 독립된 성공회 교회이며, 1607년 잉글랜드 곧 영국에서 성공회 신자들과 사제가 버지니아주에 정착함으로써 시작되었다. 성공회는 성공회 기도서와 예복사용에 불만을 갖고 등장한 개신교 전통인 청교도들이 뿌리내린 뉴잉글랜드와는 달리 종교의 자유전통을 가진 메릴랜드주, 조지아주,성공회가 사회적 영향력을 가지고 있던 버지니아주, 코네티컷주에 뿌리내렸다. 뉴잉글랜드에서도 S.P.G(복음전도협회,1701년 영국 식민지에서 목회하는 사제들의 선교비와 생활비 조달을 돕기 위해 설립된 영국 성공회 선교단체.영국의 식민지가 늘어나면서 영국에서는 식민지 전도를 위한 선교단체가 생겨나기 시작했는데, S.P.C.K와 S.P.G가 그것이다.전자는 1666년,후자는 1701년 생겼다.)의 선교사들의 노력으로 성공회가 뿌리내렸다.

### 독립전쟁 이후
미국 독립 혁명 중에 대박해를 받아 상당수의 성직자들이 캐나다로 피신해야 했으며,독립혁명으로 미국이 잉글랜드으로부터 해방을 쟁취하여 미국의 성공회는 잉글랜드와 더 이상 관계를 맺지 못하게 되었다. 그래서 미국 성공회는 1784년 스코틀랜드 성공회(Scottish Episcopal Church)의 주교들에게 주교서품을 받는 조건으로 주교제 교회를 뜻하는 Episcopal Church를 교회이름으로 사용하게 되었다. 그 근거로 미국 성공회는 The Episcopal Church라고 교회이름을 적었다. 미국 성공회는 미국의 독립이전부터 영국 정부의 고의적인 주교 파송 거부로 주교가 없어서, 미국 사람이 성공회 사제나 부제가 되려면 영국까지 가서 영국 성공회 주교의 서품을 받는 어려움을 겪고 있었던 터였다.이후 재건된 미국 성공회는 영국 성공회의 전례와 신앙고백을 계승한 미국의 자치적 교회가 되었고 1784년 코네티컷에, 1787년 펜실베이니아와 뉴욕주에 주교가 지도하는 교구가 생겼다.

### 전도 활동
1820년대 이후에 서부에도 교세를 확장하는 등 미국에서의 교세가 안정되자 미국 성공회는 대만과 일본 등에 해외 선교도 하였다. 그 실례로 성공회 수도원인 예수원을 대한민국의 태백시에 설립한 대천덕(본명 르우벤 아처 토레이) 신부는 1949년 미국 성공회 조지아 교구에서 사제서품을 받은 성공회 사제이며, 일본 성공회에 속한 릿쿄 대학(立敎大學)를 설립한 설립자도 미국 성공회의 채닝 윌리엄스 주교이다. 영국에서 성공회의 교회전통을 부흥하기 위해 시작된 신학운동인 옥스퍼드 운동은 미국 성공회에도 상당한 영향을 주었다. 남북 전쟁 중에는 노예제 찬반논쟁으로 남장로교와 북장로교, 남침례교와 북침례교 등으로 분열된 기타 개신교와 같이 남부의 교구들이 분리되었으나, 종전 이후 다시 북부로 통합되었다. 이런 과거를 반성하여 여러 흑인 주교를 배출한 것을 비롯해 여러 교회 내 장로단(vestry)에도 다양한 인종이 존재하는 등 미국 성공회는 인종화합에 앞장서고 있는 교단이며, 많은 봉사활동 등으로도 알려져있다.

### 현재 미국 성공회
현재 미국성공회를 대표하는 주교 곧 관구장은 성직자 마이클 커리 주교이며, 역대 미국 대통령의 4분의 1, 미국 연방 대법원 대법관의 4분의 1, 그리고 미국 의회의 의원과 미국 연방 대법원의 대법관의 약 절반이 미국성공회 신자이다.

### 한인 성직자
박승준 요한 신부(John S. Pahk)는 미국성공회의 첫 한인 사제다. 그는 1916년 6월 14일 하와이교구의 레스터릭 주교에게서 사제 서품을 받았다. 참고로 대한성공회에서는 1915년에 김희준 마가 신부가 한국인 최초로 성공회 사제품을 받았다. 그후 조광원 노아 신부가 한인으로는 두번 째로 미국성공회 하와이 교구에서 1928년 6월 3일에 부제 서품을, 1931년 5월 1일 사제 서품을 받았다. 신알렌 주교는 미국성공회 최초의 한인으로 2014년 뉴욕교구의 부교구장 주교로 선출됐다. 현재 20명 정도의 이민 1세대와 2세대 한인 사제들이 활동하고 있다.

## 미국 성공회의 전례
성공회 전례는 성공회 기도서에 따른 전례이므로, 미국 성공회 기도서(The Book of Common Prayer,The Episcopal Church) 역사를 보면 미국 성공회의 전례를 추정할 수 있다. 영국으로부터 독립하여 미국이 건설된 이후, 미국 성공회의 기도서에는 대통령을 위한 기도, 미국 연방을 위한 기도가 들어있다.
용어도 사멸된 말은 쓰지 않았다. 1764년 스코틀랜드 성공회의 성찬전례에서 성찬기도를 차용하였는데, 이는 미국 성공회 처음 주교인 셰버리 주교가 교구의 성찬전례로 사용하고 있었기 때문으로 1789년 미국 성공회 기도서에 들어갔다. 1892년, 1928년, 1979년 개정되었다.
대한성공회 한국어 성공회 기도서와 예문과는 사소한 차이가 있는데, 이를테면 주님의 기도를 시작할 때 대한성공회의 2018년 개정 기도서는 "우리 구세주 그리스도께서 가르치신대로 기도합시다."로 시작하지만, 미국 성공회 기도서에는 "이제 담대히, 우리 주님 그리스도께서 가르치신 기도를 드립시다."로 시작한다.

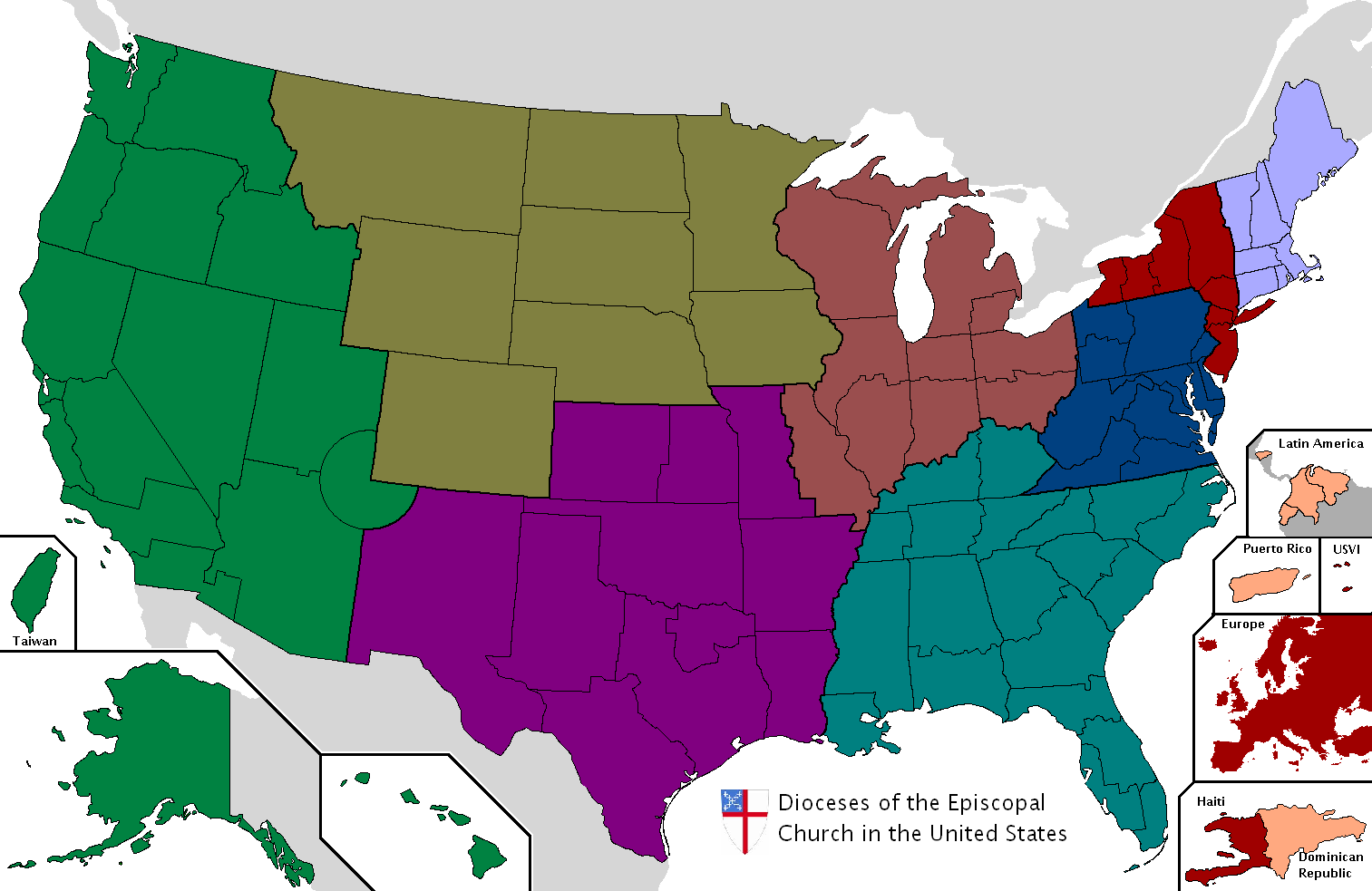
미국 성공회의 교구 지도

## 미국 성공회의 관구와 교구

### 제1 관구(뉴잉글랜드)
- (괄호 안은 주교좌성당 소재지임.)

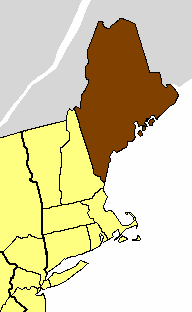
메인 교구 (포틀랜드)
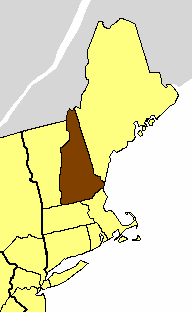
뉴햄프셔 교구 (콩코드)
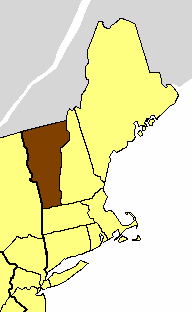
버몬트 교구 (벌링턴)
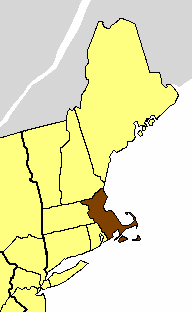
매사추세츠 교구 (보스턴)
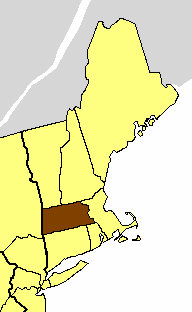
서 매사추세츠 교구 (스프링필드)
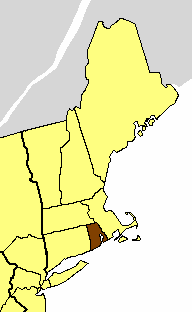
로드 아일랜드 교구 (프로비던스)
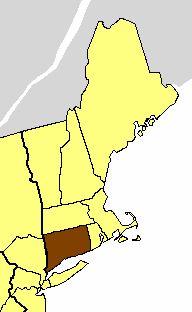
코네티컷 교구 (하트퍼드)

### 제2 관구(뉴욕 일대)

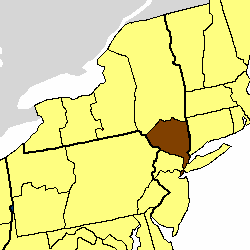
뉴욕 교구 (뉴욕 시)
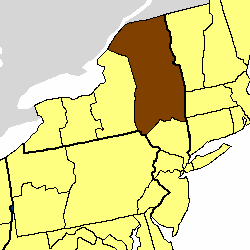
올버니 교구 (올버니)
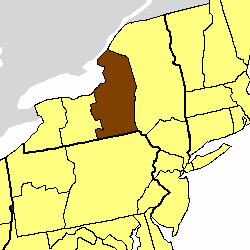
중부 뉴욕 교구 (시라큐스)
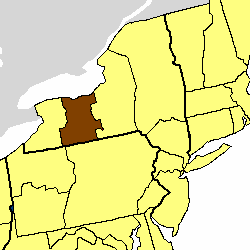
로체스터 교구 (로체스터)
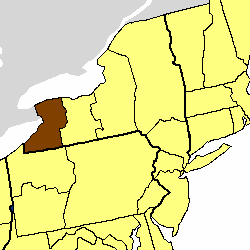
서부 뉴욕 교구 (버팔로)
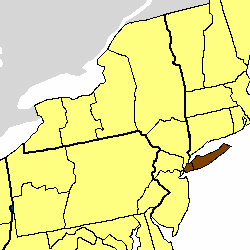
롱아일랜드 교구 (가든 시티)
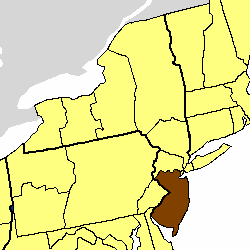
뉴저지 교구 (트렌턴)
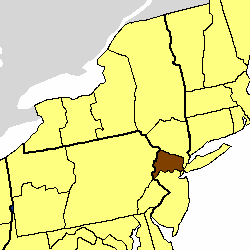
뉴워크 교구 (뉴워크)

### 제3 관구(대서양 중부 연안)

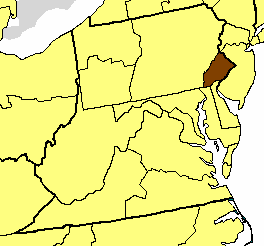
펜실베이니아 교구 (필라델피아)
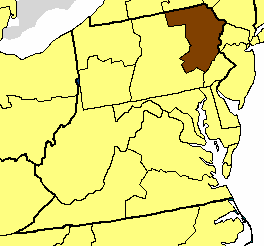
베들레헴 교구 (베들레헴)
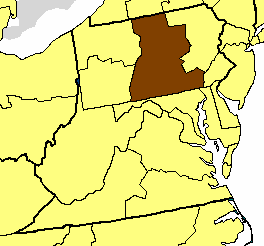
중부 펜실베이니아 교구 (해리스버그)
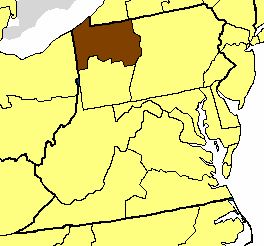
북서 펜실베이니아 교구 (이리)
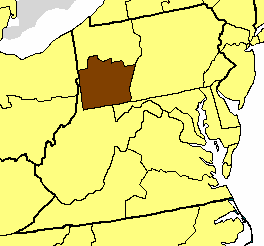
피츠버그 교구 (피츠버그)
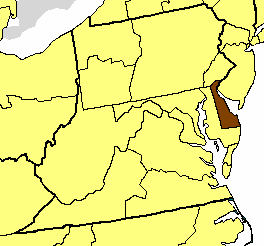
델라웨어 교구 (윌밍턴)
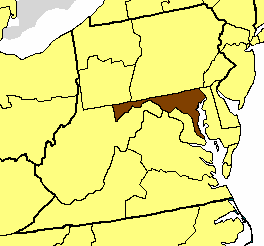
메릴랜드 교구 (봍티모어)
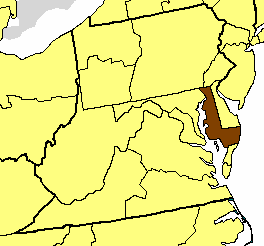
이스턴 교구 (이스턴)
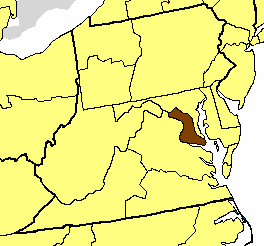
워싱턴 교구 (워싱턴 D.C.)
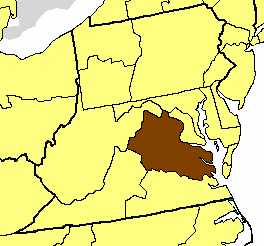
버지니아 교구 (리치먼드)
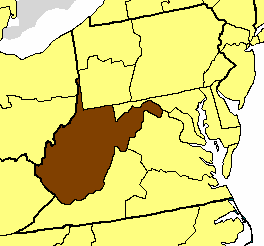
웨스트 버지니아 교구 (찰스턴)
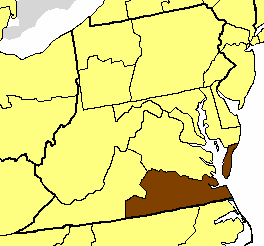
남 버지니아 교구 (노포크)
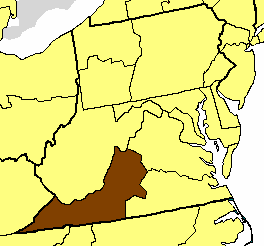
남서 버지니아 교구 (로노크)

### 제4 관구(남부)

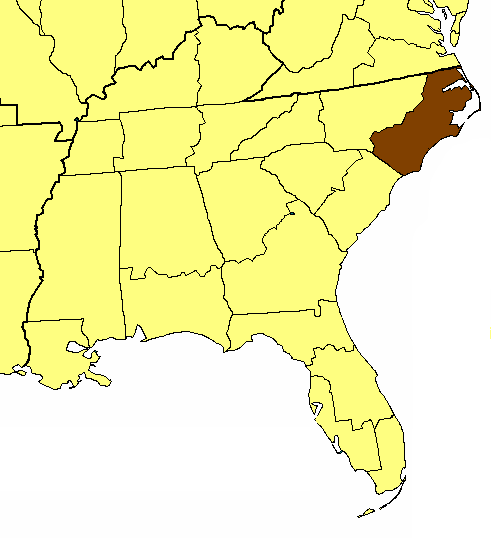
동 캐롤라이나 교구 (킨스턴)
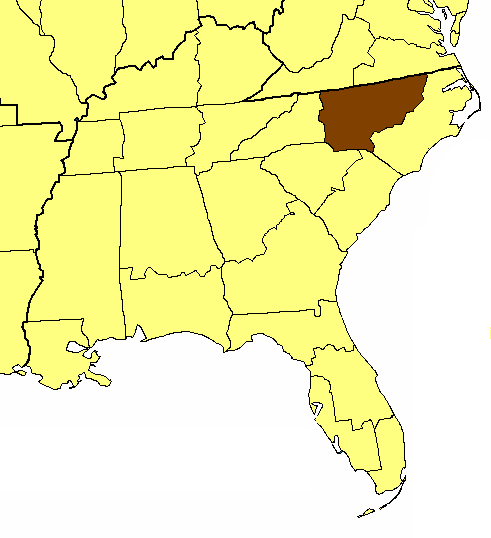
노스캐롤라이나 교구 (랠리)
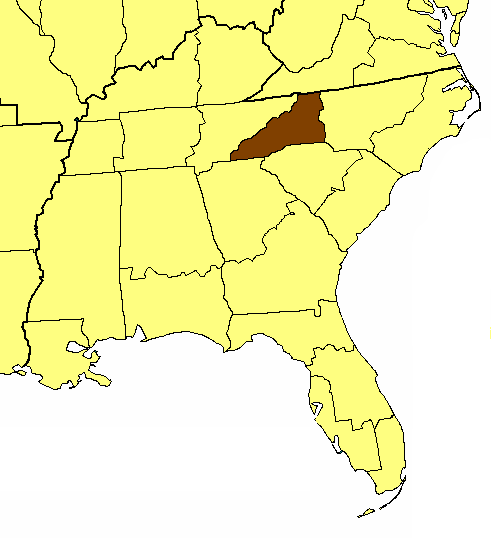
서 노스캐롤라이나 교구 (애슈빌)
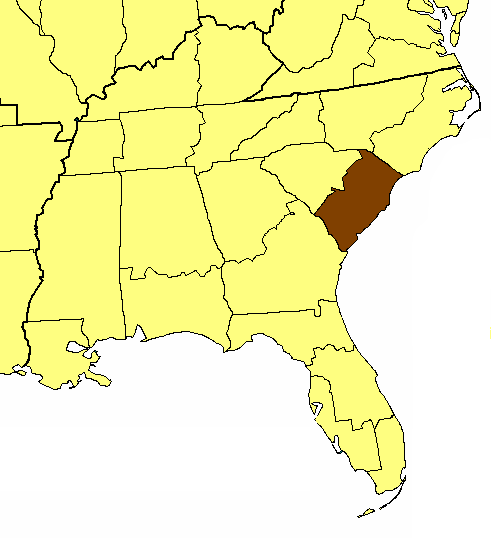
사우스캐롤라이나 교구 (찰스턴)
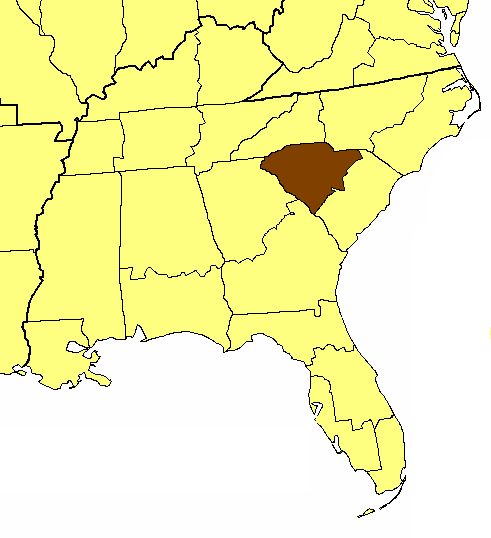
사우스캐롤라이나 내륙 교구 (컬럼비아)
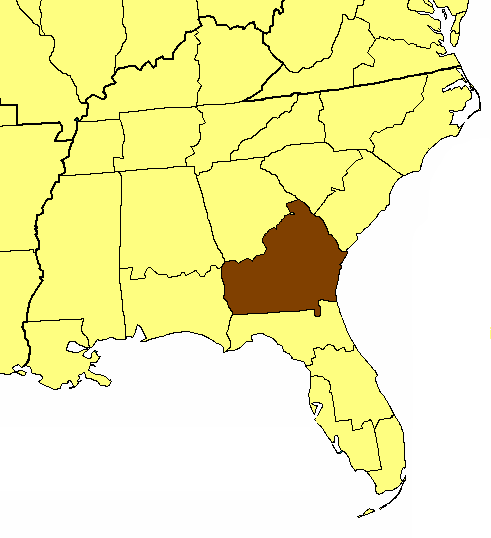
조지아 교구 (서배너)
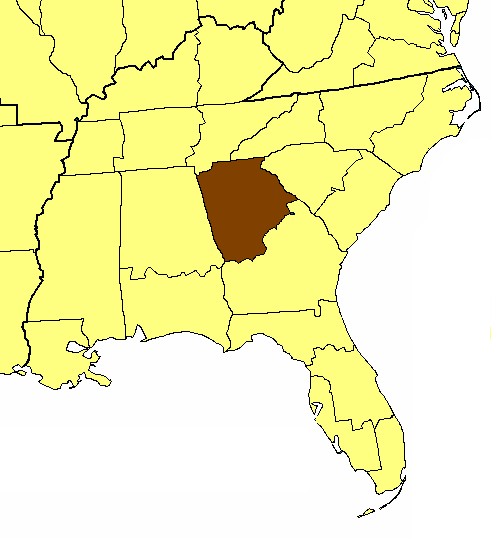
아틀랜타 교구 (아틀랜타)
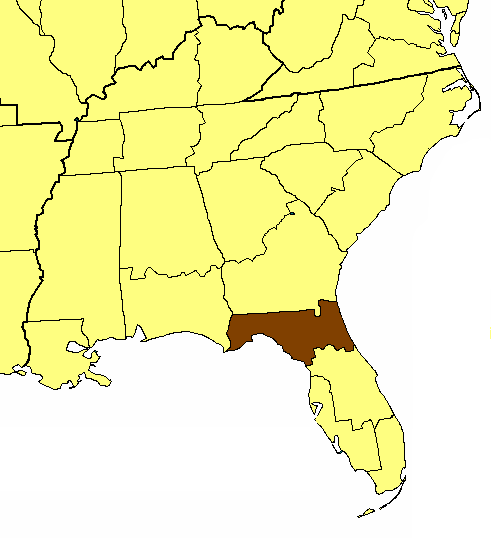
플로리다 교구 (잭슨빌)
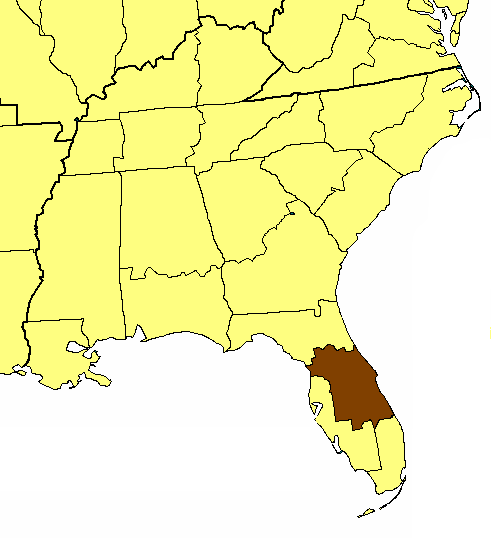
중부 플로리다 교구 (올랜도)
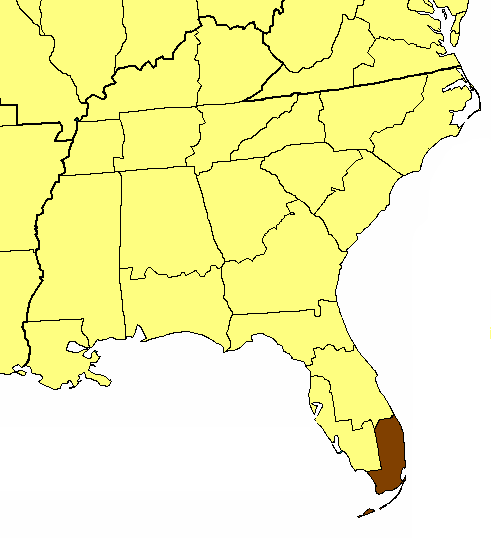
남동 플로리다 교구 (마이애미)
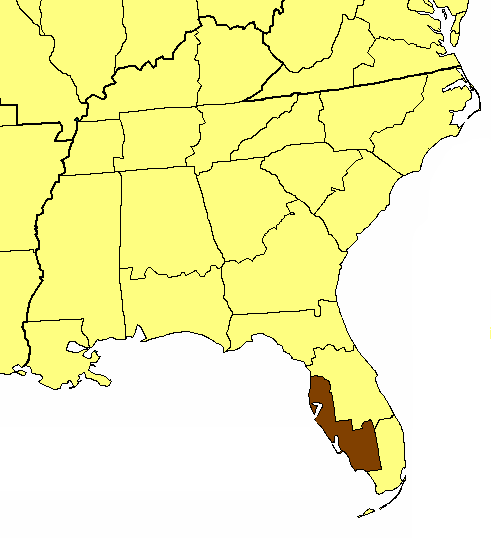
남서 플로리다 교구 (세인트 피터스버그)
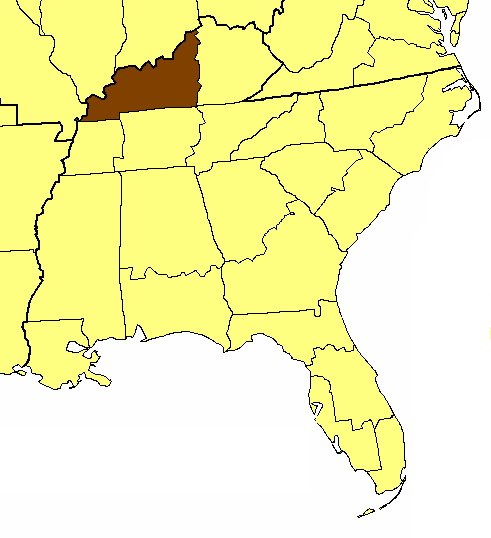
켄터키 교구 (루이스빌)
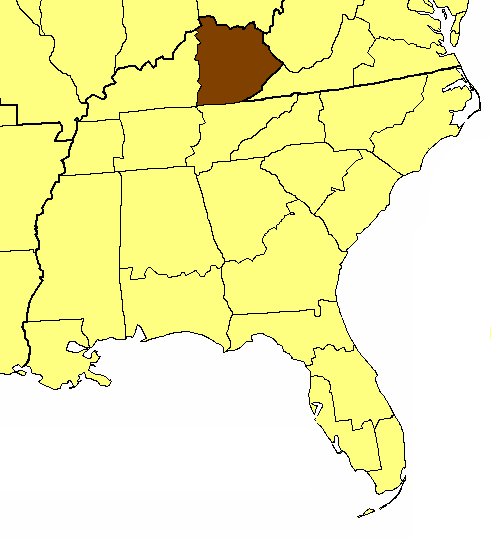
렉싱턴 교구 (렉싱턴)
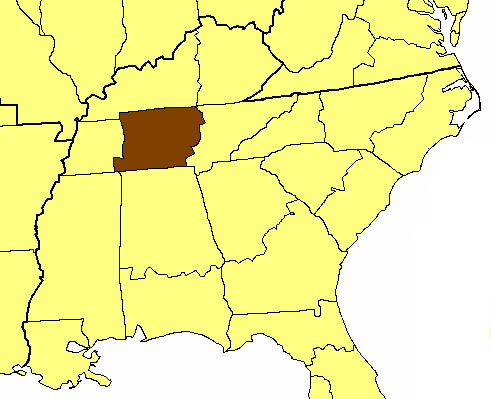
테네시 교구 (내슈빌)
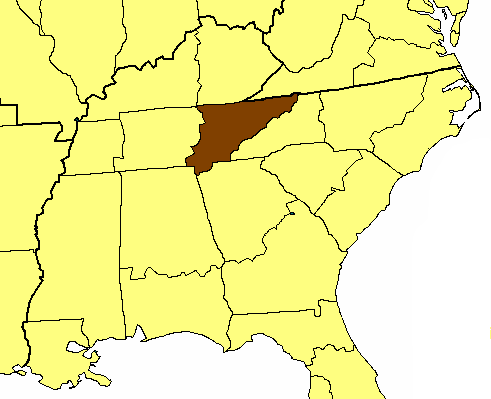
동 테네시 교구 (녹스빌)
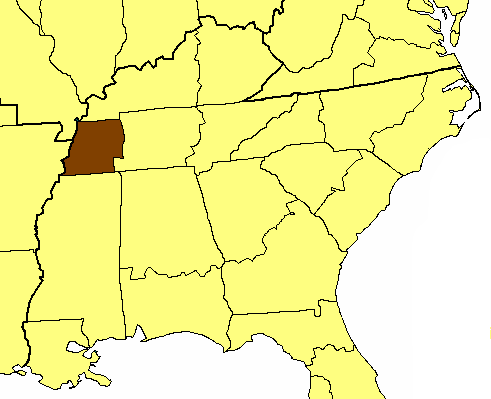
서 테네시 교구 (멤피스)
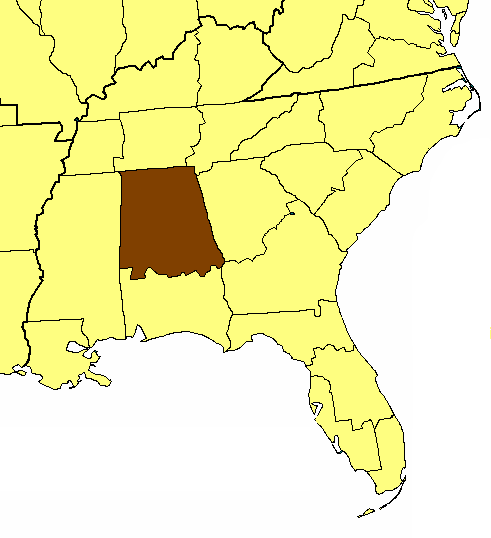
앨라배마 교구 (버밍햄)
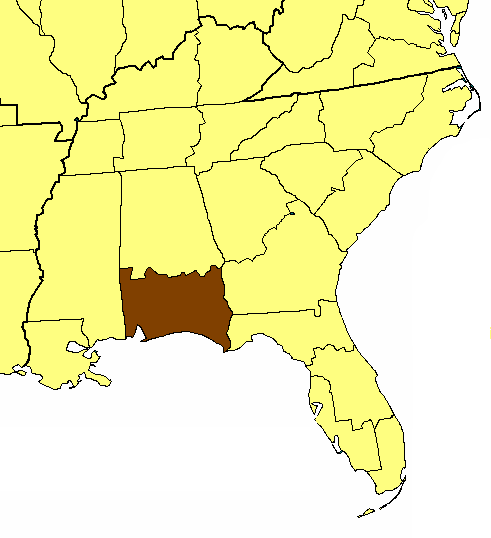
중부 해안 교구 (모빌)
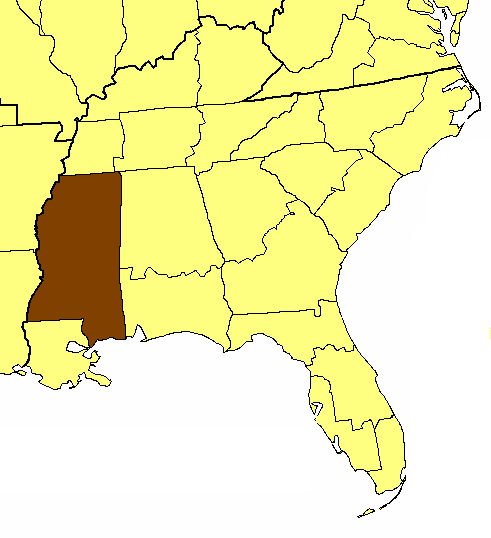
미시시피 교구 (잭슨)
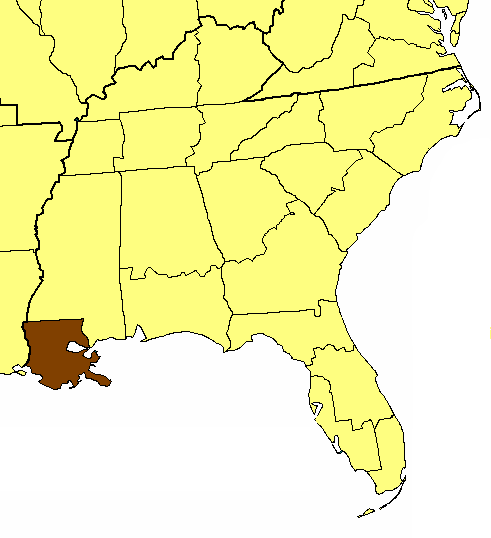
루이지애나 교구 (뉴올리언스)

### 제5 관구(5대호 연안)

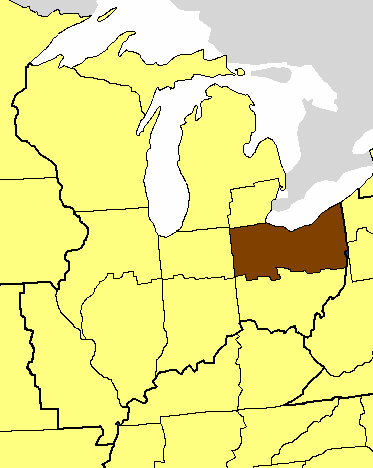
오하이오 교구 (클리블랜드)
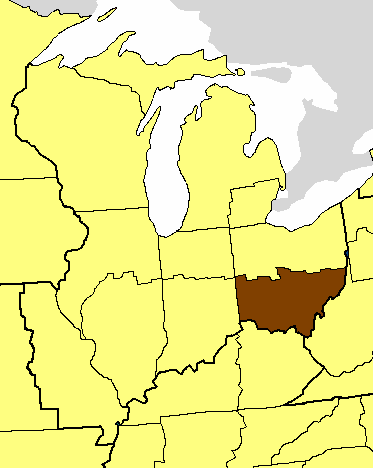
남 오하이오 교구 (신시내티)
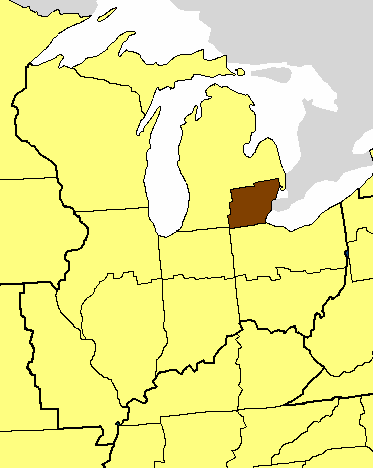
미시간 교구 (디트로이트)
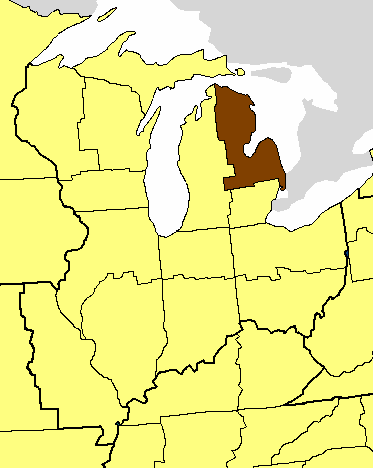
동 미시간 교구 (사기나우)
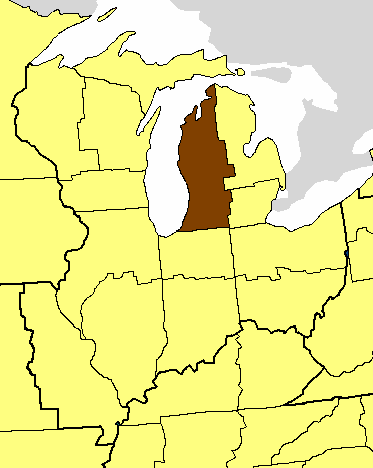
서 미시간 교구 (포테이지)
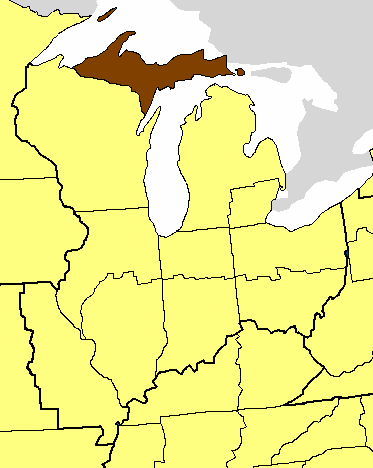
북 미시간 교구 (마퀘트)
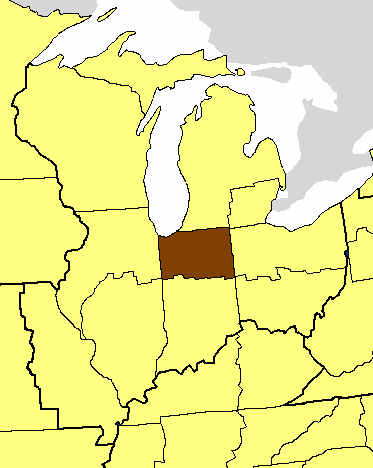
북 인디애나 교구 (사우스 벤드)
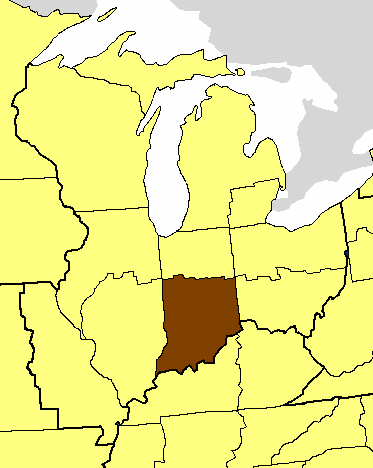
인디애나폴리스 교구 (인디애나폴리스)
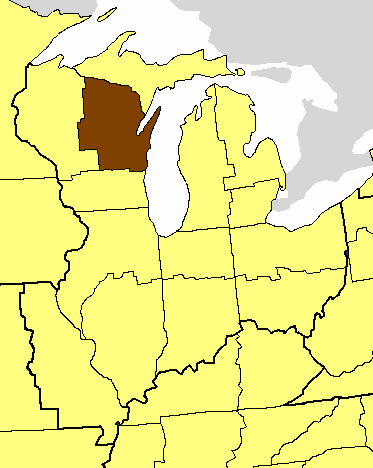
퐁뒤락 교구 (퐁뒤락)
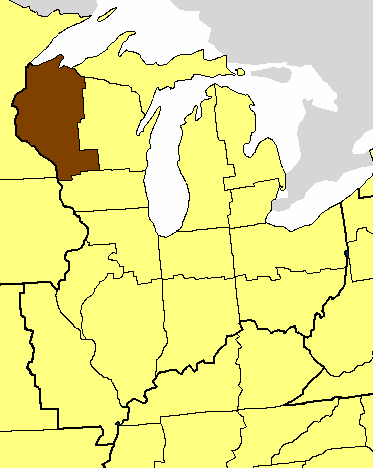
이오 클레어 교구 (이오 클레어)
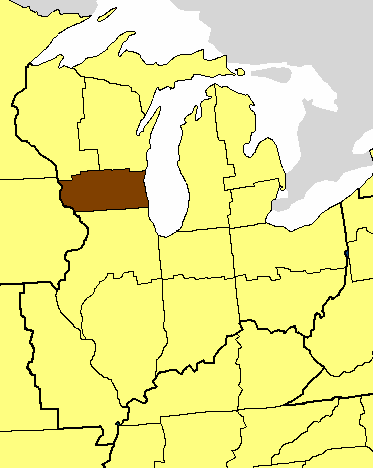
밀워키 교구 (밀워키)
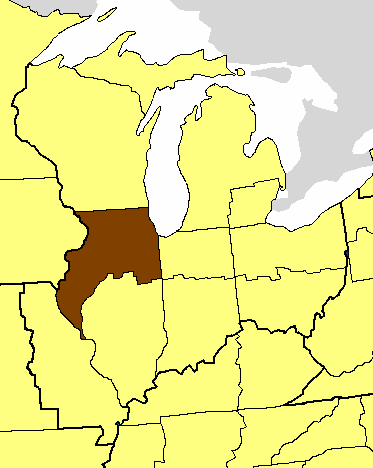
시카고 교구 (시카고)
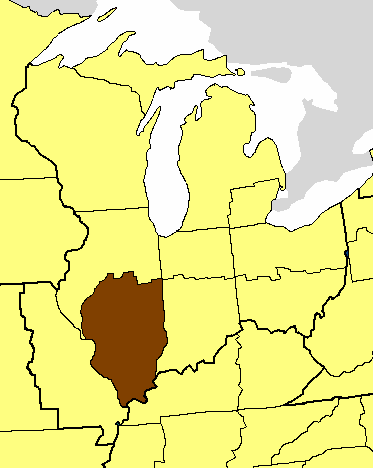
스프링필드 교구 (스프링필드)
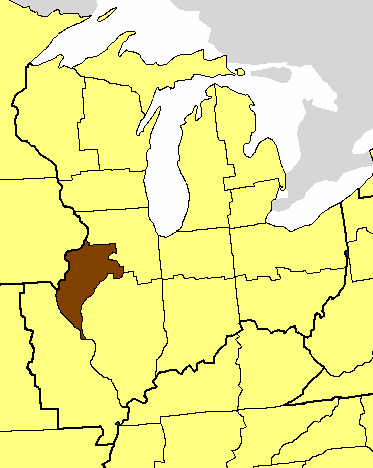
퀸시 교구 (퀸시)
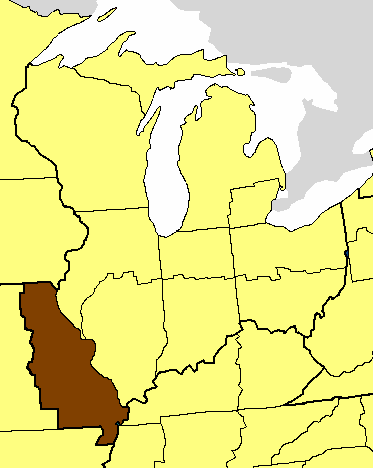
미주리 교구 (세인트루이스)

### 제6 관구(중북부)

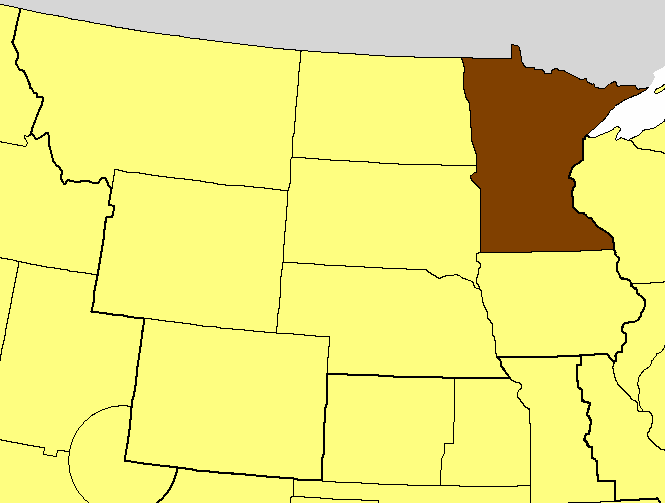
미네소타 교구 (패리볼트)
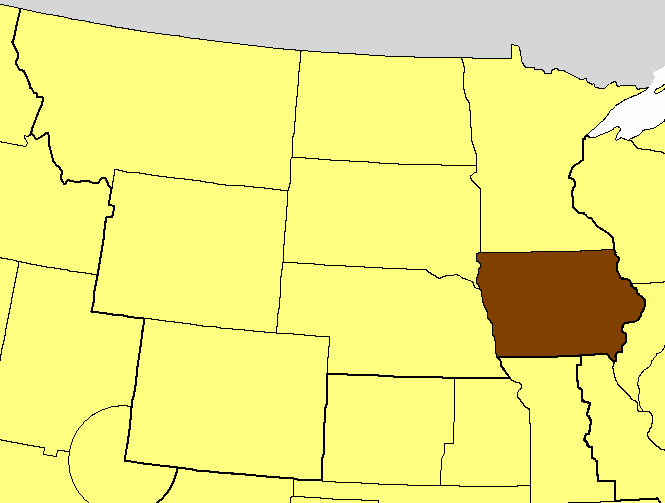
아이오와 교구 (데이번포트)
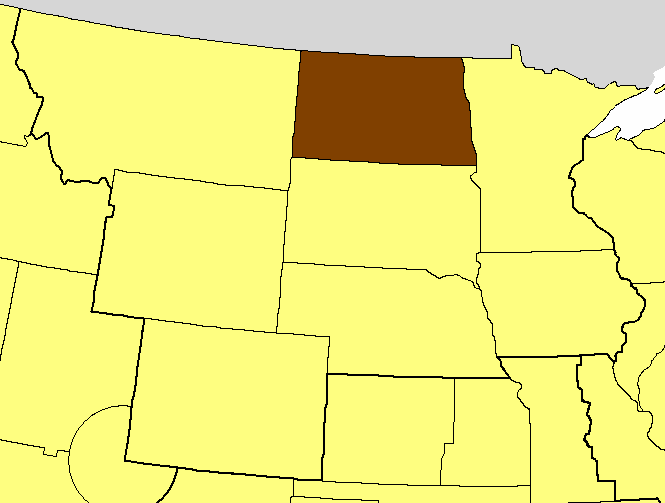
노스다코타 교구 (파고)
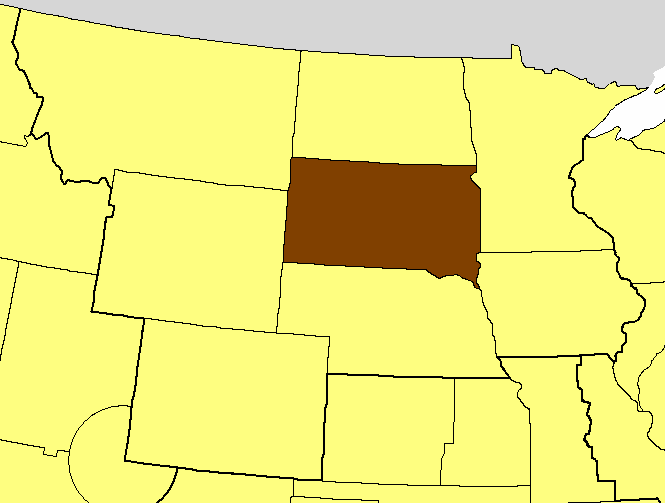
사우스다코타 교구 (시욱스 폴스)
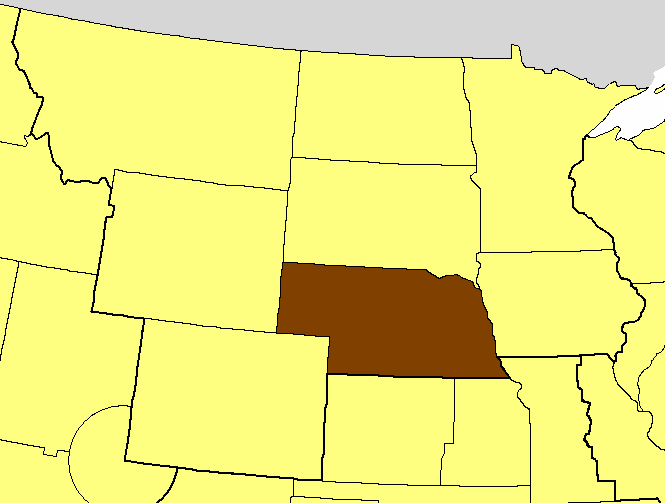
네브래스카 교구 (오마하)
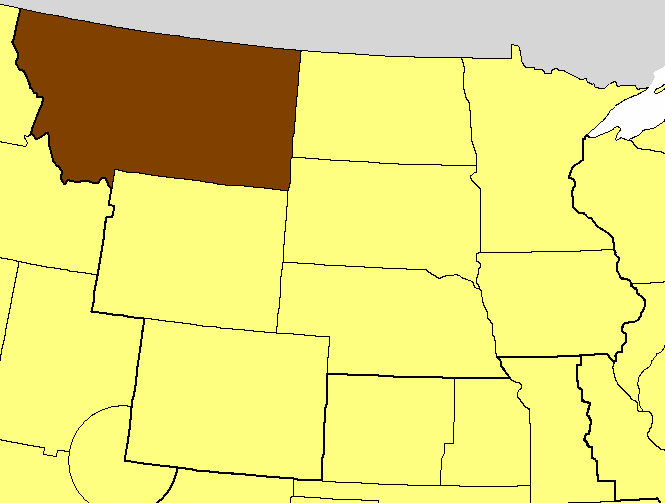
몬태나 교구 (헬레나)
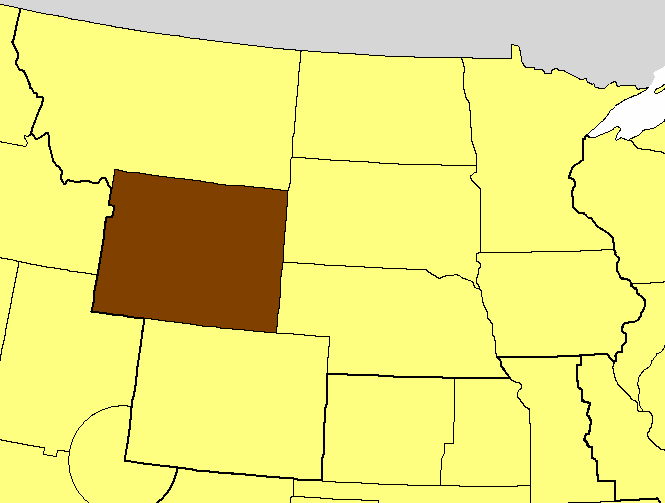
와이오밍 교구 (라라미)
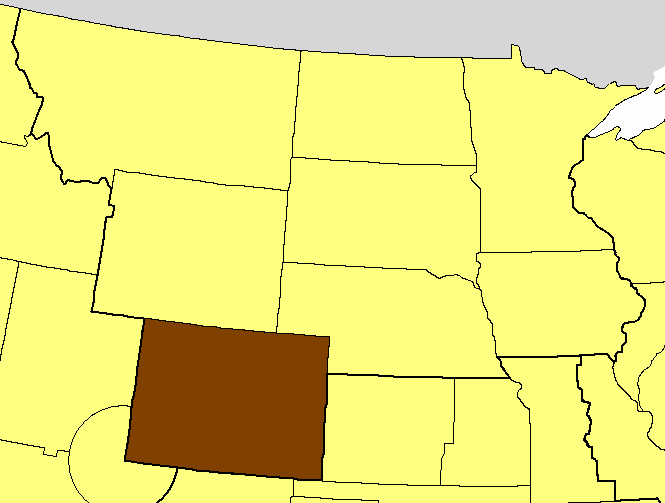
콜로라도 교구 (덴버)

### 제7 관구(중남부)

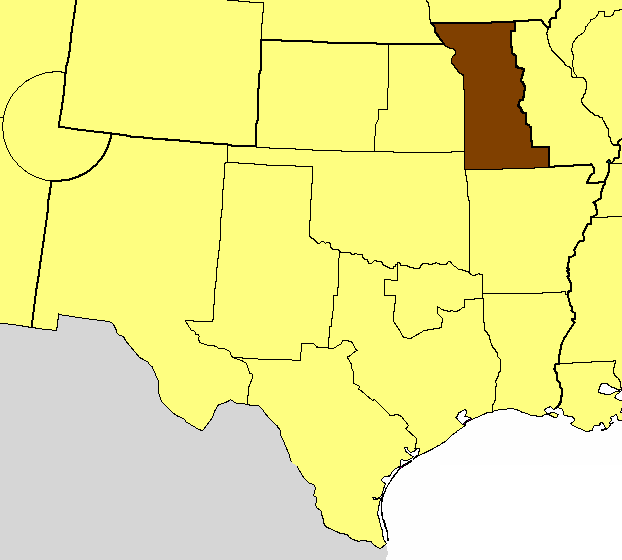
서 미주리 교구 (캔자스시티)
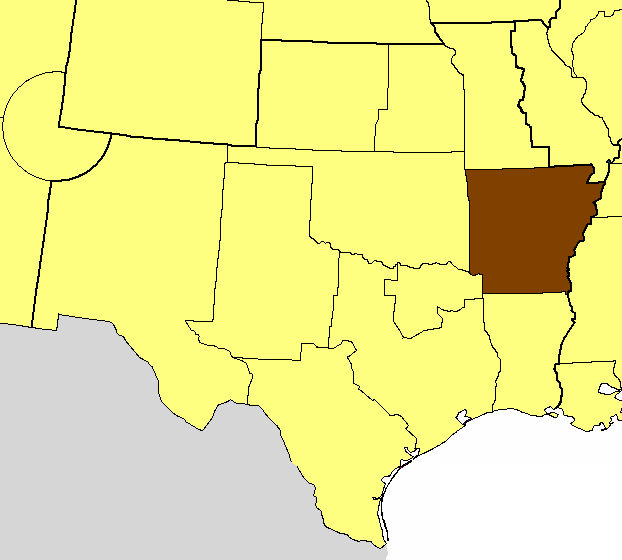
아칸소 교구 (리틀록)
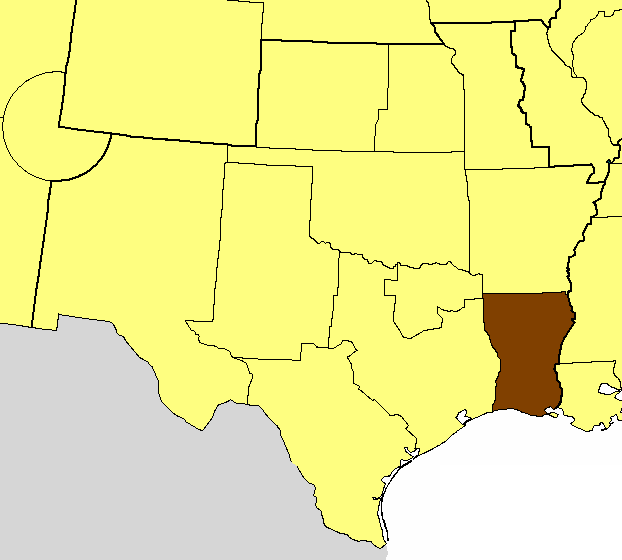
서 루이지애나 교구 (셔브포트)
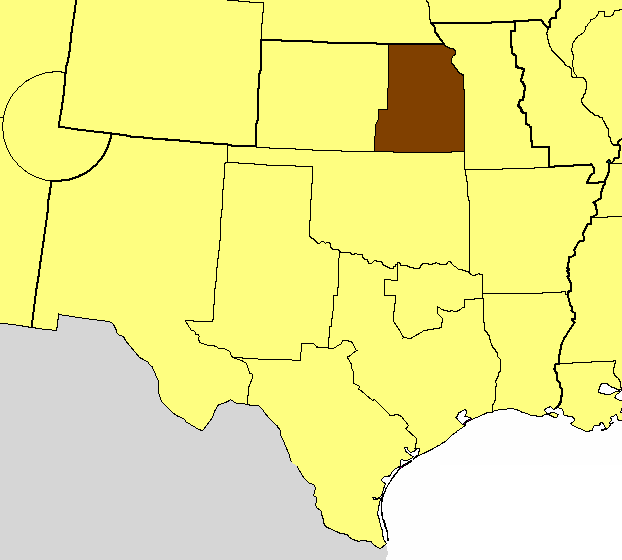
캔자스 교구 (토페카)
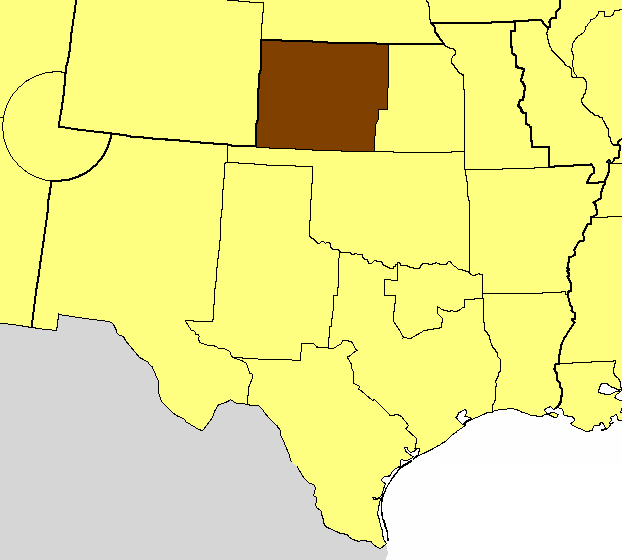
서 캔자스 교구 (살리나)
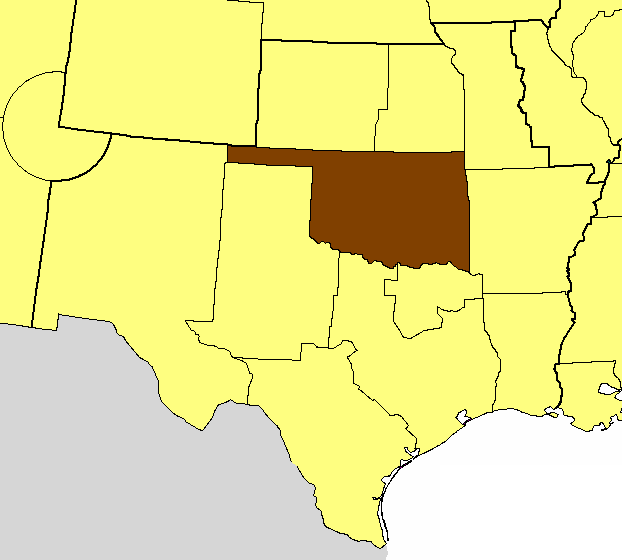
오클라호마 교구 (오클라호마시티)
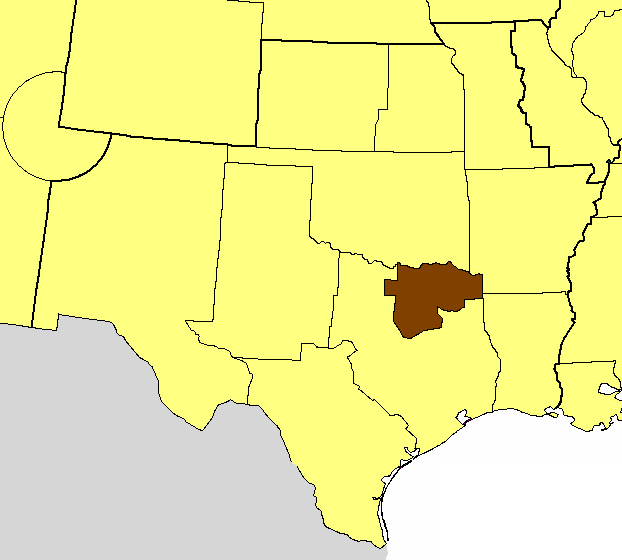
댈러스 교구 (댈러스)
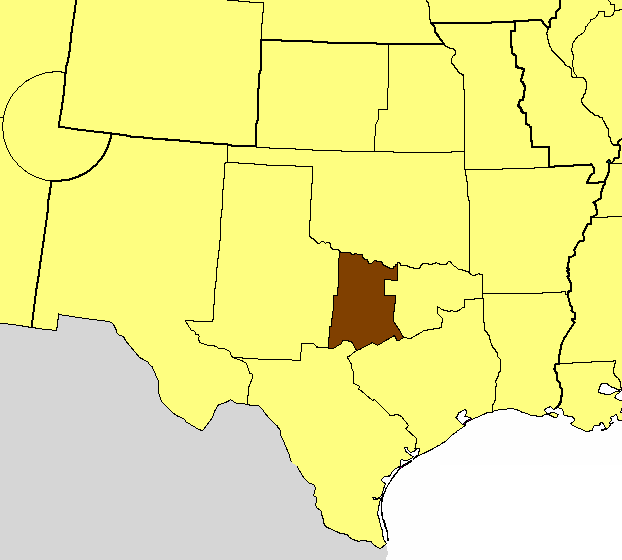
포트워스 교구 (베드퍼드)
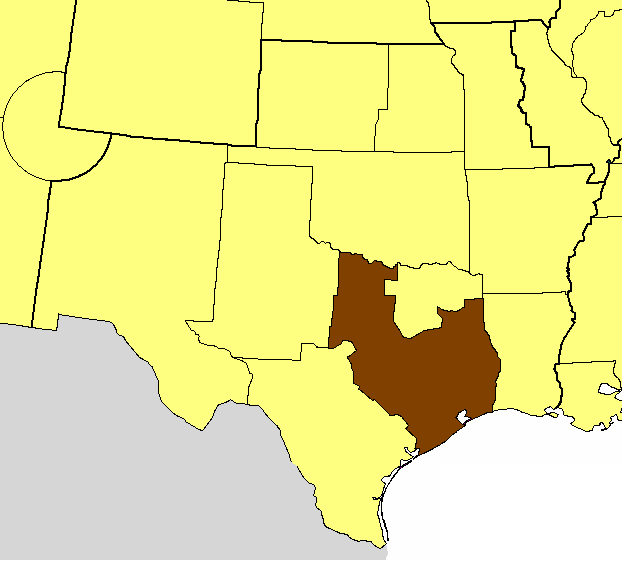
텍사스 교구 (휴스턴)
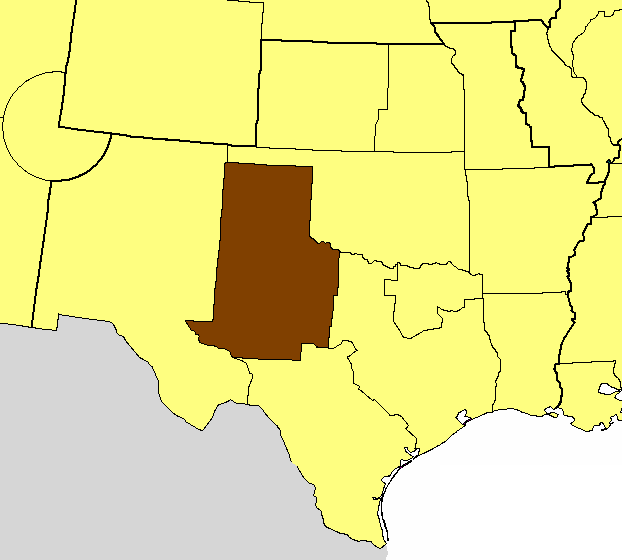
북서 텍사스 교구 (루보크)
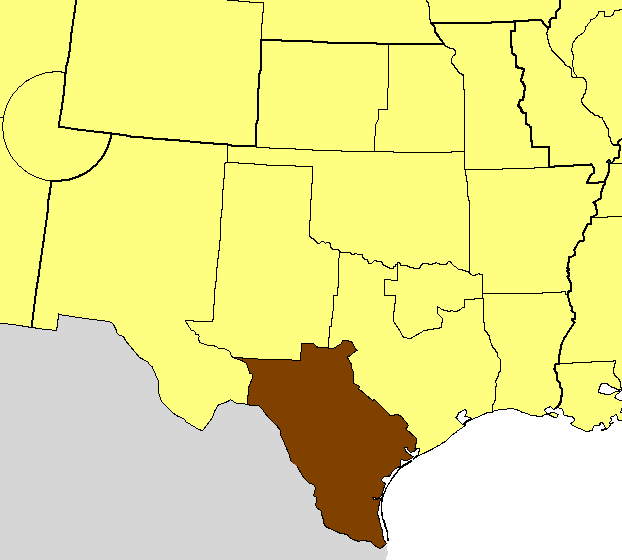
서 텍사스 교구 (샌안토니오)
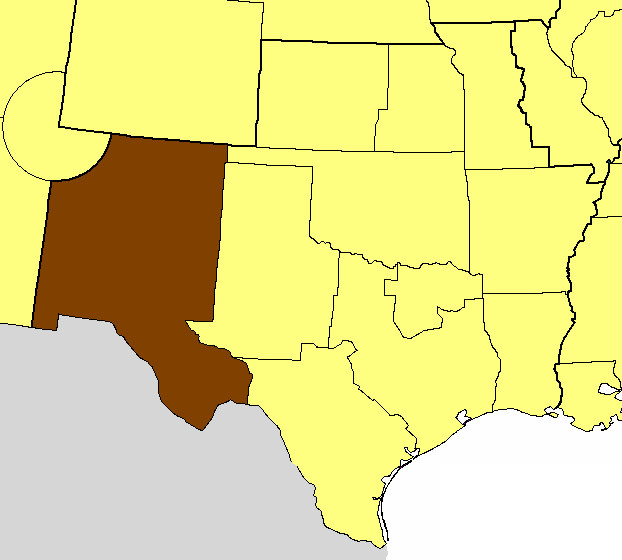
리오그란데 교구 (앨부쿼퀘)

### 제8 관구(서부)

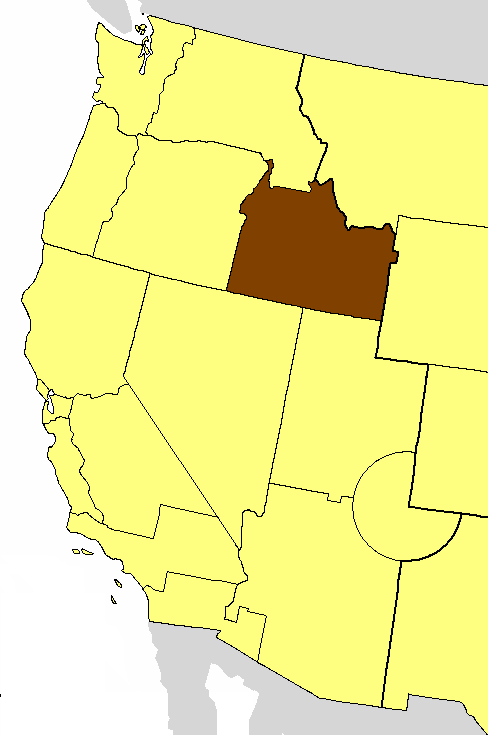
아이다호 교구 (보이스)
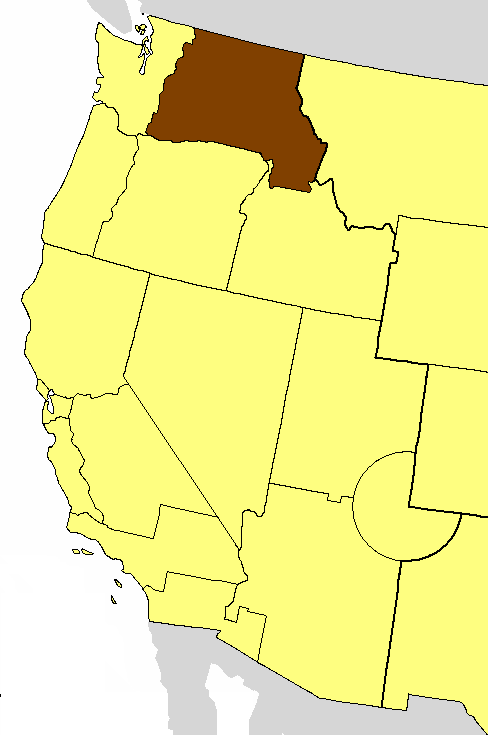
스포케인 교구 (스포케인)
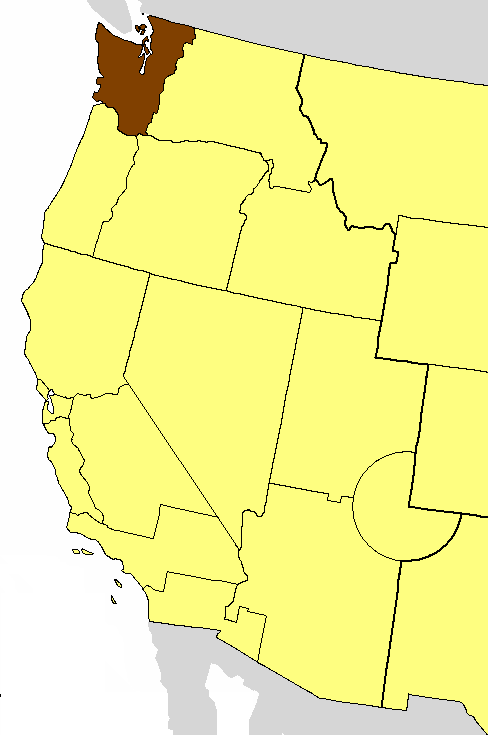
올림피아 교구 (시애틀)
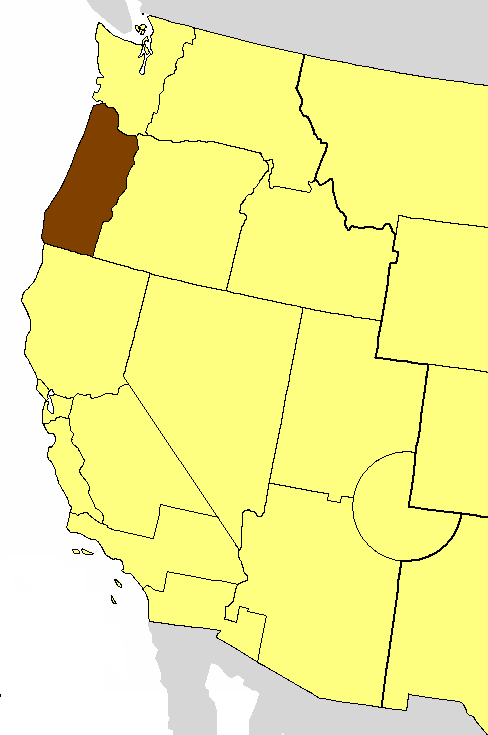
오리건 교구 (포틀랜드)
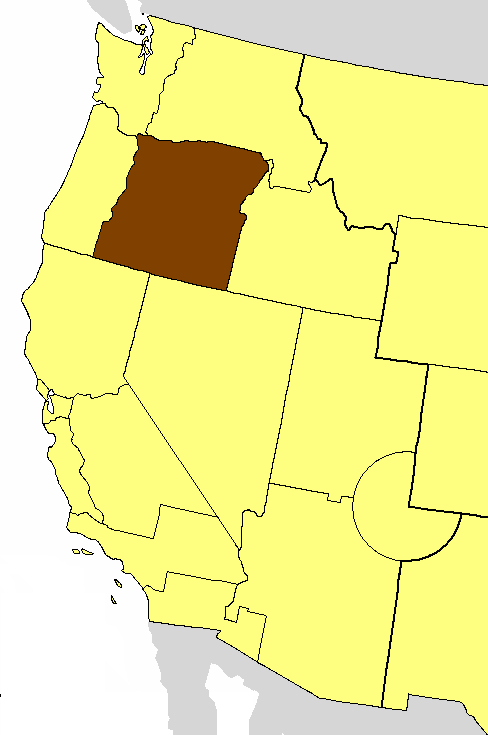
동 오리건 교구 (달레스)
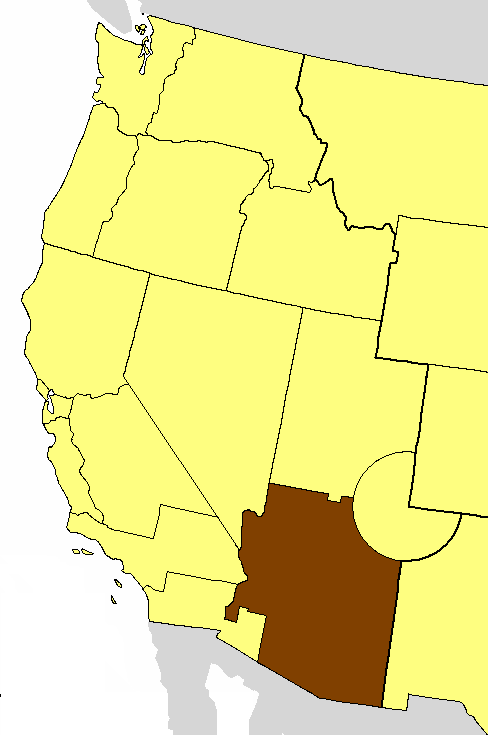
애리조나 교구 (푀닉스)
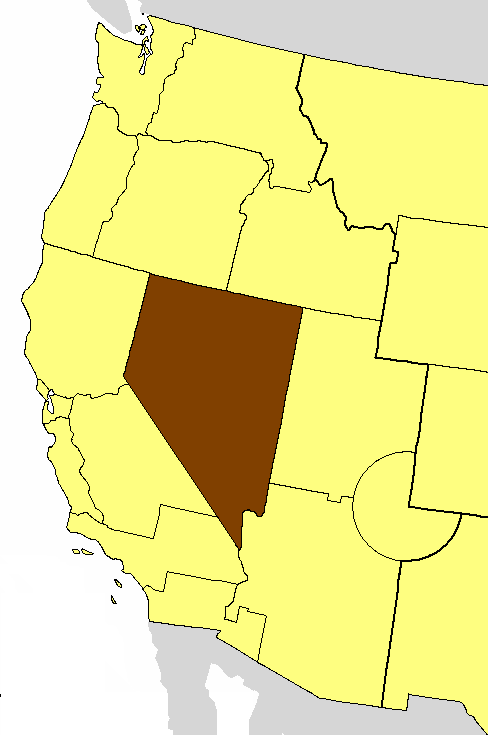
네바다 교구 (라스베가스)
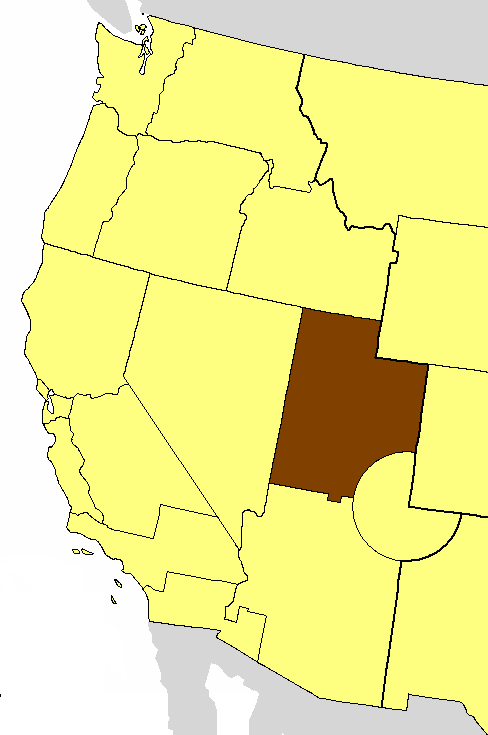
유타 교구 (솔트레이크시티)
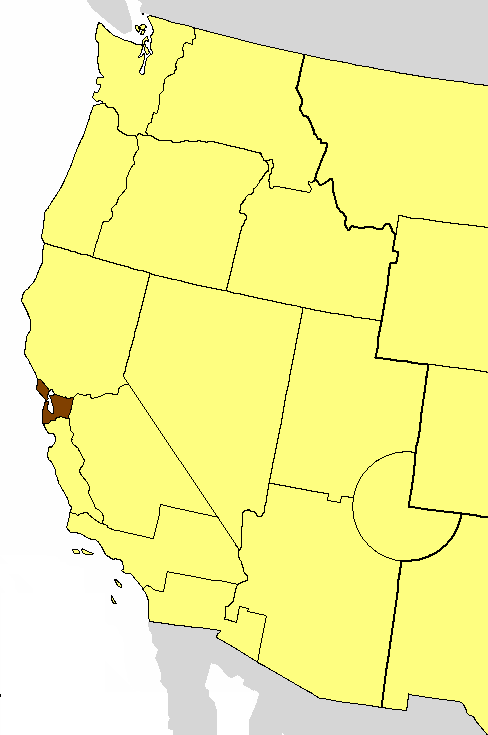
캘리포니아 교구 (샌프란시스코)
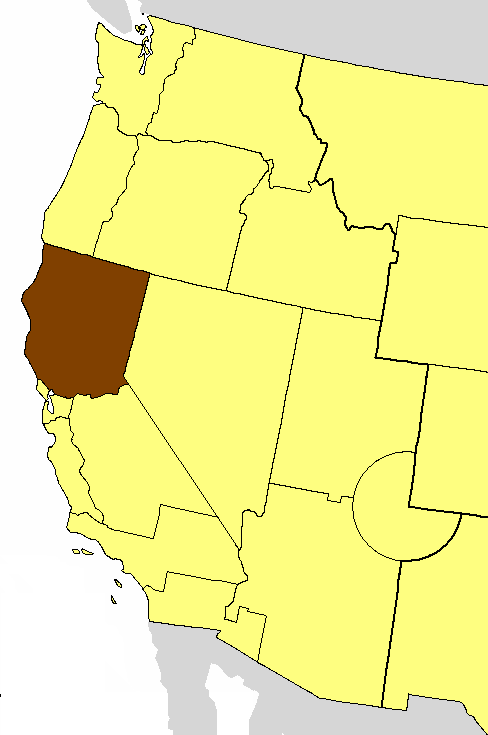
북 캘리포니아 교구 (새크라멘토)
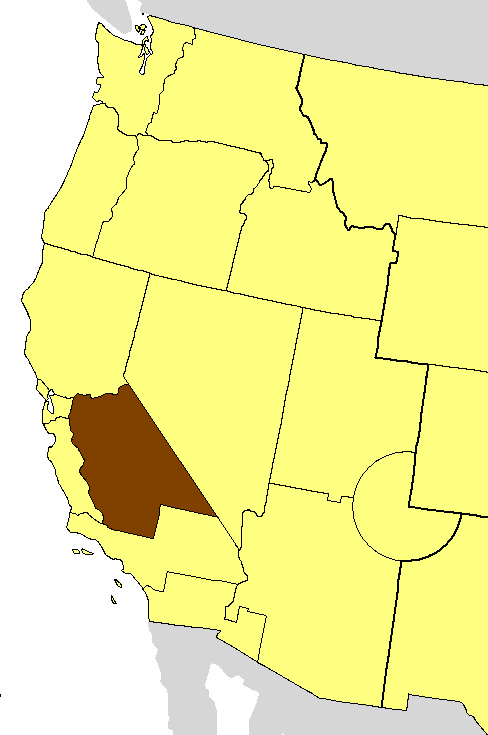
산호아킨 교구 (프레스노)
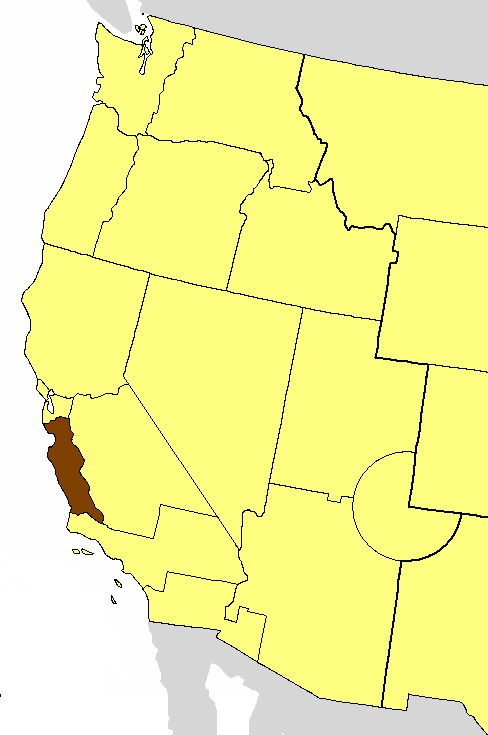
엘 카미노 리얼 교구 (산호세)
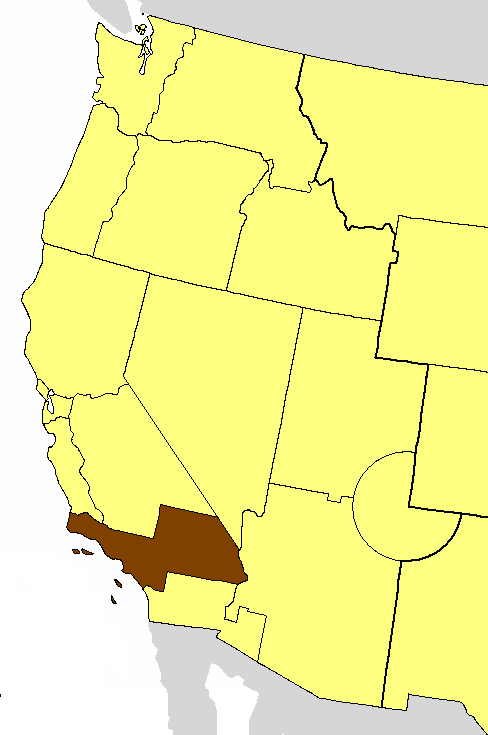
LA 교구 (LA)
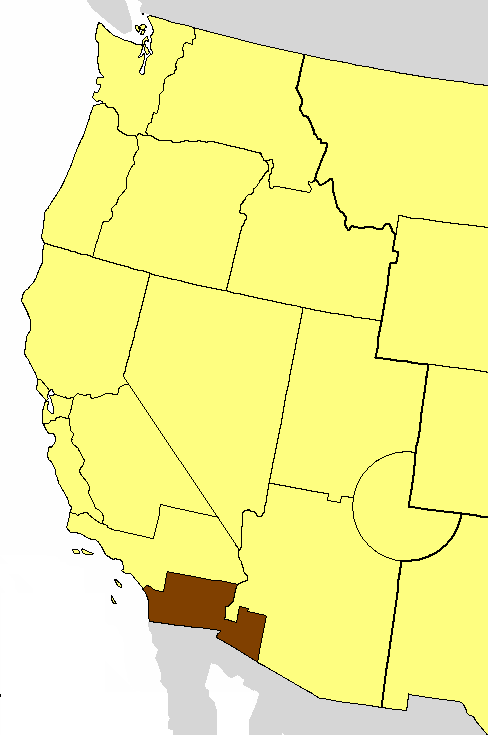
샌디에고 교구 (샌디에고)
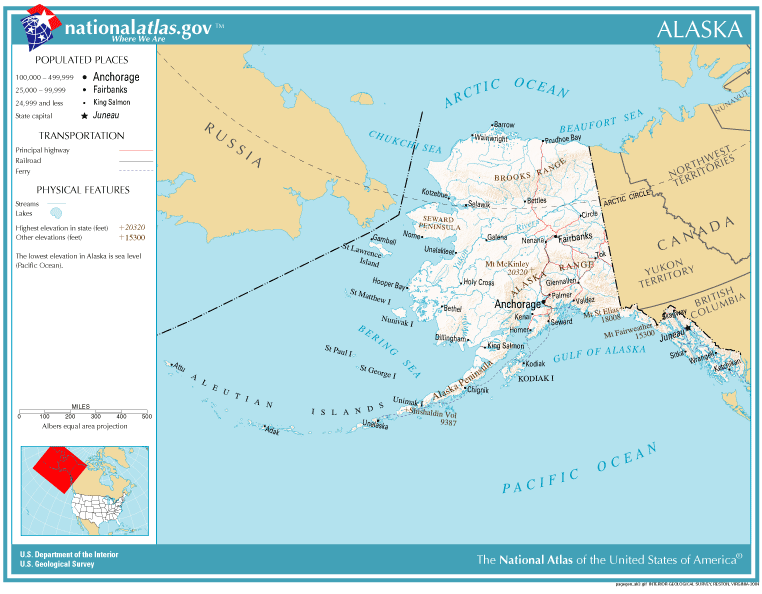
알래스카 교구 (페어뱅크스)
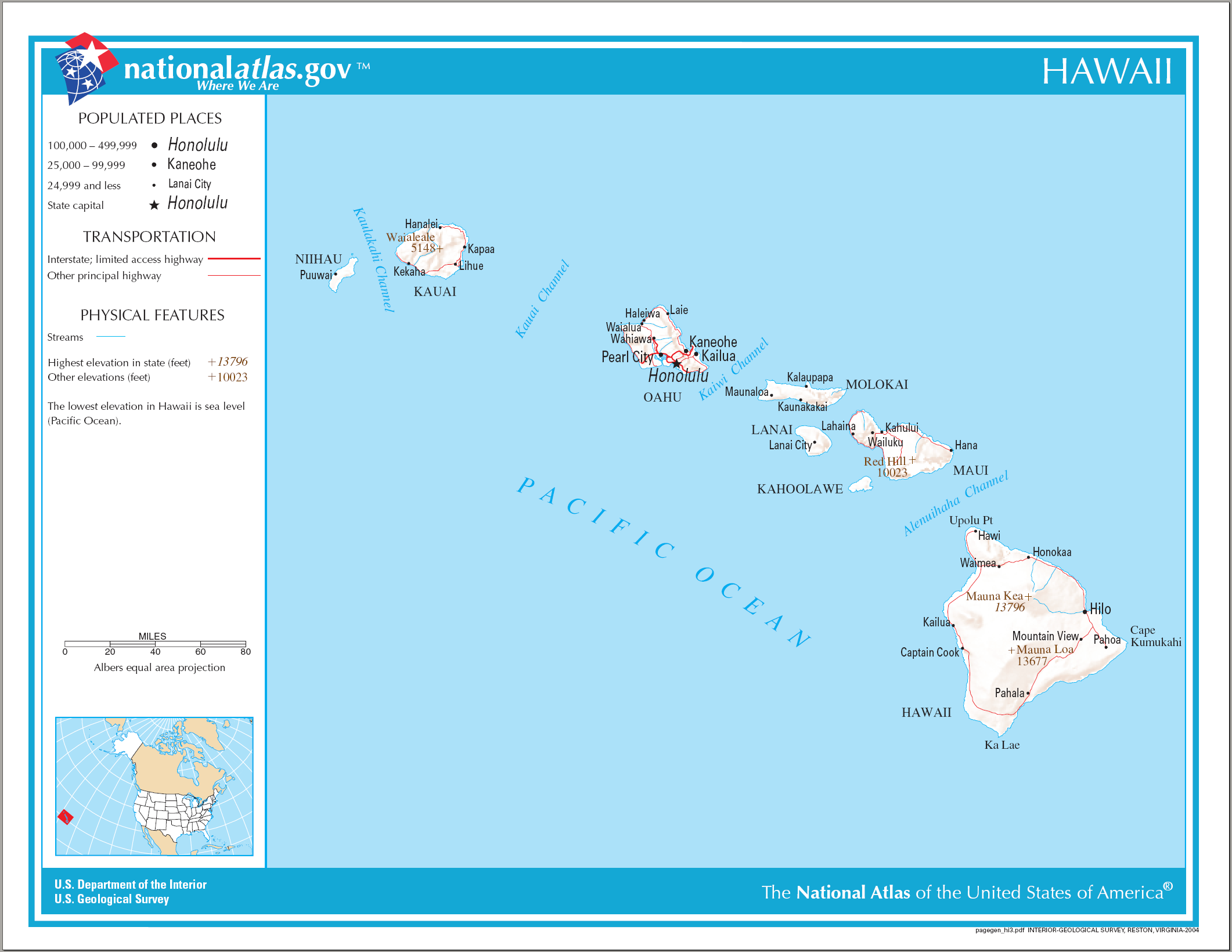
하와이 교구 (호놀룰루)
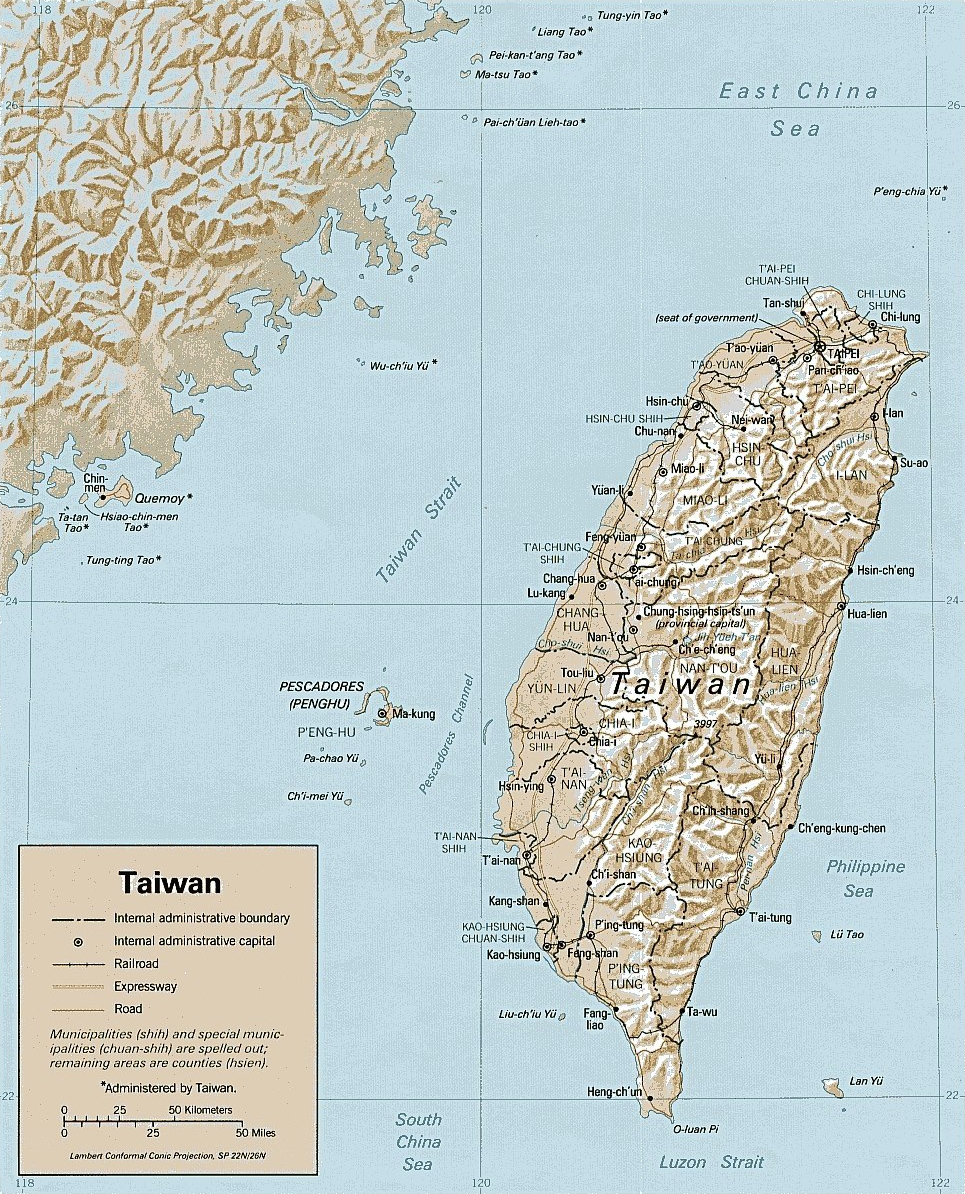
대만 교구 (타이베이, 중화민국)

## 같이 보기
- 성공회
- 성 베드로좌 성직 자치단
- 영국 성공회
- 대한성공회
- 미국 복음주의 루터교회